# Theiß-See
Der Theiß-See (ungarisch: Tisza-tó bzw. Kiskörei-víztározó, „Kiskörer Stausee“) ist Ungarns größter künstlicher See.

## Lage und Daten
Der See liegt im Südosten des Komitats Heves an der Grenze zu den Komitaten Borsod-Abaúj-Zemplén, Hajdú-Bihar und Jász-Nagykun-Szolnok. Der Stausee wurde 1973 zur Regulierung der Theiß-Hochwasser ausgehoben. In den 1990er Jahren erreichte der See seinen endgültigen Wasserstand. Bei einer Länge von 27 km erstreckt er sich über 127 km². Die durchschnittliche Tiefe beträgt 1,3 m. An der tiefsten Stelle ist der See 17 m tief. Im See befinden sich viele Inseln mit einer Gesamtfläche von 43 km².

## Fremdenverkehr
Der See zog nach dem Volllaufen des Beckens hauptsächlich ungarische Touristen an, da er eine billigere Alternative zum Plattensee bot. Um den See herum wurden Campingplätze, Hotels und Freibäder gebaut. Im angrenzenden Umland entwickelte sich Dorftourismus. Dort befindet sich auch ein Vogelreservat.
Der Theiß-See wird von der Eisenbahnstrecke Debrecen–Füzesabony überquert. Auf dieser verkehren Regionalzüge im Zweistunden-Takt, die an beiden Ufern des Sees in den Orten Poroszló und Tiszafüred halten. Zudem gibt es einen Direktzug von Budapest-Keleti nach Tiszafüred, welcher Fahrradwagen mitführt.